# بویار

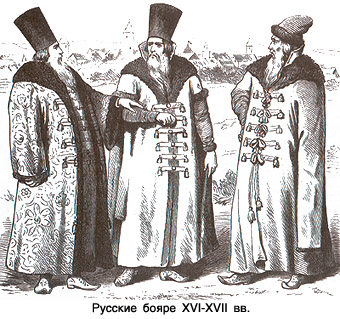
یک نگاره از بویارهای روسیه در سده ۱۶ تا ۱۷ میلادی

بویار یا بولیار (به بلغاری: боляр یا болярин، به روسی: боярин، به رومانیایی: boier)، عالی‌ترین رتبه فئودالی اشرافی در بسیاری از سرزمین‌های اروپای شرقی ازجمله در نظام ارباب‌رعیتی بلغارستان، شاهزاده‌نشین بزرگ مسکو، روس کی‌یف، والاچیا و اشراف‌سالاری مولدووا بود. بویارها بعد از پرنس‌ها، پرنس‌های بزرگ و تزارها، بالاترین مقام به‌شمار می‌رفتند و از سده دهم تا هفدهم میلادی حضور داشتند. این مقام به عنوان یک نام در روسیه، رومانی و فنلاند مانده است.

## واژه‌شناسی
واژه بویار همچنین به شکل بولیار هم شناخته می‌شود. دیگر شکل‌های آن در زبان‌های دیگر شامل: بلغاری: боляр یا болярин، روسی: боярин، اوکراینی: буй or боярин، رومانیایی: boier و یونانی: βογιάρος. واژه «Boila» پیشین یا شکل قدیمی عنوان «Bolyar» (بویار به بلغاری) است. «Boila» عنوانی بود که توسط برخی از اشراف بلغار (بیشتر از فرمانداران منطقه و جنگجویان نجیب‌زاده) در امپراتوری نخست بلغارستان (۶۸۱–۱۰۱۸) استفاده می‌شد. شکل جمع «Boila» یعنی «bolyare» (به معنای نجیب) در کتیبه‌های بلغاری ثبت شده است و در اسناد بیزانسی به زبان یونانی به صورت «boilades» یا «boliades» ترجمه شده است.
چندین نظریه مختلف دربارهٔ اشتقاق از این کلمه توسط محققان و زبان‌شناسان پیشنهاد شده است؛ ازجمله ریشه‌های احتمالی آن از ترکی قدیم مانند واژه‌های bai یا bay (به معنای نجیب و ثروتمند) به علاوه är در زبان‌های ترکی (به معنای مرد یا مردان)، به واژه پیشاسلاوی «boj» (به معنای جنگ و نبرد) یا رومانیایی «boi» (به معنای گاو نر یا گاو) تا رسیدن به واژه «Boier» (به معنای صاحب گاو).

## بویارها در بلغارستان
قدیمی‌ترین شکل اسلاوی بویار و بولیارین (بلغاری: болярин, pl. боляри) مربوط به قرن دهم میلادی و در بلغارستان است. همچنین «boila» به عنوان یک لقب قدیمی بلغاری نیز معروف است که نشان دهنده موقعیت اشرافی بالا در میان بلغارها بود. احتمالاً از «bol» به معنای بسیار و «yarin و yarki» به معنای «روشن یا روشن شده» ساخته شده است. در تأیید این فرضیه، قانون‌نامه سیاسی امپراتور بیزانس کنستانتین هفتم در قرن دهم است که در آن اشراف بلغاری بولیادس (boliades) نامیده می‌شوند. درحالی که منابع بلغاری قرن نهم آنها را بویلا (boila) می‌نامند.
یکی از اعضای اشراف در طول امپراتوری نخست بلغارستان «boila» نامیده می‌شد؛ سپس در دومین امپراتوری بلغارستان، عنوان مربوط به «bolyar» یا «bolyarin» تبدیل شد. «bolyar» و همچنین سلف آن «boila» عنوانی ارثی بود. بولیارهای بلغاری به دو دسته «veliki» (بزرگ) و «malki» (کوچک) تقسیم می‌شدند.
در حال حاضر در بلغارستان، کلمه «bolyari» به عنوان نام مستعار برای ساکنان ولیکو ترنوو که زمانی پایتخت دومین امپراتوری بلغارستان بود استفاده می‌شود.

## بویارها در روسیه
از سده‌های ۹ تا ۱۳ میلادی، بویارها از طریق حمایت نظامی خود از شاهزادگان روسیه، قدرت قابل توجهی داشتند. با این حال، قدرت و اعتبار بسیاری از آنها تقریباً به‌طور کامل به خدمات به دولت، سابقه خدمات خانوادگی و تا حدودی مالکیت زمین بستگی داشت. بویارهای روس کی‌یف از نظر ظاهری بسیار شبیه شوالیه‌ها بودند؛ اما پس از حمله مغول‌ها، پیوندهای فرهنگی آنان عمدتاً از بین رفت.
بویارها بالاترین مناصب ایالتی را اشغال کردند و از طریق شورایی (دومای روسیه)، به دوک بزرگ مشاوره می‌دادند. آنها کمک‌های زیادی از زمین دریافت کردند و به عنوان اعضای دومای بویار، قانونگذاران اصلی روس روس‌کیف بودند.
پس از تهاجم مغول در قرن سیزدهم، بویارها از بخش‌های غربی و جنوبی روس کی‌یف (بلاروس و اوکراین امروزی) به اشراف لیتوانیایی و لهستانی (szlachta) ملحق شدند. در سده‌های ۱۶ و ۱۷ میلادی، بسیاری از آن بویارهای روس که نتوانستند موقعیت یک نجیب‌زاده را به دست آورند، فعالانه در تشکیل ارتش کازاک شرکت کردند.
بویارها در ولیکی نووگورود و پسکوف نوعی جمهوری تشکیل دادند که در آن، قدرت شاهزادگان (knyaz) تا زمان فتح مسکو به شدت محدود بود. بویارها نفوذ خود را در شاهزاده‌نشین ولادیمیر، تِوِر و مسکو حفظ کردند. تنها پس از تمرکز قدرت در مسکو، قدرت آنها کاهش یافت.

### روسیه تزاری

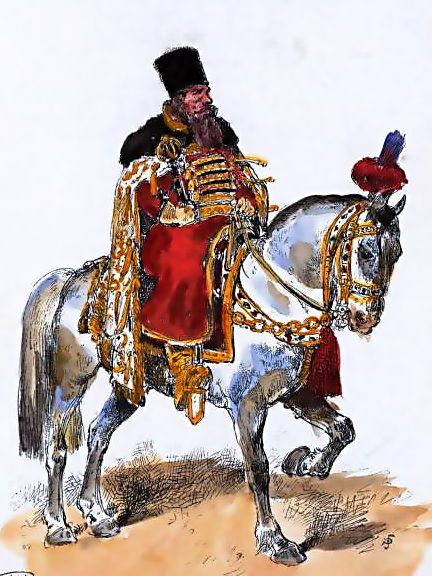
نگاره یک بویار سواره روس در قرن هفدهم

در طول قرون ۱۴ و ۱۵ میلادی، بویارهای مسکووی نفوذ قابل توجهی داشتند که از دوره دوک‌نشین بزرگ مسکو ادامه یافت. با این حال، با شروع سلطنت ایوان سوم، بویارها شروع به از دست دادن این نفوذ به تزار‌های معتبر در مسکووی کردند؛ زیرا به دلیل سیاست‌های توسعه‌طلبانه ایوان سوم، تغییرات اداری به منظور کاهش بار حکومت مسکووی مورد نیاز بود. شاهزادگان کوچک رعایای وفادار خود را با نام می‌شناختند؛ اما پس از تثبیت سرزمین‌های تحت فرمان ایوان، وفاداری خانوادگی و دوستی با رعایای بویار، همان رعایا را به فهرست‌های اداری تبدیل کرد و چهره حاکمیت ولایی از بین رفت.
طبقه بویار، تا قرن شانزدهم، لزوماً نیازی به روس یا حتی ارتدوکس بودن نداشت؛ مورخان خاطرنشان می‌کنند که بسیاری از بویارها از مکان‌هایی مانند لیتوانی یا نوقایی‌ها آمده بودند و برخی حتی پس از سرنگونی مغول‌ها برای یک نسل مسلمان ماندند. دوک‌های بزرگ همچنین تعیین کردند که دهقانان نمی‌توانند زمین‌های پرنس‌ها را ترک کنند یا از مکانی به مکان دیگر بروند، که در اواسط دهه ۱۴۰۰ میلادی عملاً سیستم رعیت‌داری را ایجاد کرد. بویار نیز جوایز و هدایایی گرفتند. برخی از بویارها به عنوان فرماندار به مناطق فرستاده می‌شدند و می‌توانستند از این طریق مردم محلی را تغذیه کنند. با این حال، در پایان قرن پانزدهم، مقام بویار کاهش یافته بود و «شایستگی» به جای «اصل و نسب» تعیین می‌کرد که چه کسی بویار شود.
آنچه در مورد بویارها جالب بود وظایف ضمنی‌شان بود. از آنجایی که بویارها بر اساس یک قانون اساسی پدید نیامده بودند، بسیاری از اختیارات و وظایف آنها ناشی از توافق‌نامه‌های امضا شده میان پرنس‌ها بود. قراردادهایی مانند قرارداد بین ایوان سوم و میخائیل بوریسوویچ در سال ۱۴۸۴ نشان می‌دهد که چگونه وفاداری آنها می‌باید کسب و تضمین می‌شد، نه اینکه به‌طور ضمنی و اجرا شوند. به جای اینکه پرنس بزرگ شخصاً بر زمین‌هایش نظارت کند، مجبور بود برای نظارت بر عملیات روزانه به فرماندهان و مشاوران نزدیک خود تکیه کند. به جای رأی عالی که بویارها قبلاً در نقش‌های مشاوره‌ای خود از آن برخوردار بودند، اکنون قدرت چانه‌زنی و کنش کمتری داشتند. آنها به پرنس بزرگ مشاوره می‌دادند و ایوان سوم در مورد رویدادهایی خاص مانند ازدواجش یا حمله به نووگورود تأییدیه آنها را دریافت کرد. این برای اطمینان از وفاداری بویارها و قدرت نظامی‌شان به تزار بود.

#### در دوره ایوان مخوف
زمانی که ایوان چهارم مشهور به «ایوان مخوف» تزار شد، تغییرات اساسی‌تری برای محدودکردن نفوذ بویارها اعمال شد. ایوان چهارم در سال ۱۵۳۳، در سن سه سالگی به شاهزاده بزرگ مسکو تبدیل شد، اما جناح‌های مختلف بویار برای کنترل سلطنت با یکدیگر رقابت کردند. هنگامی که ایوان در سال ۱۵۴۷ به قدرت رسید، قدرت سیاسی مستقل بسیار بیشتری از بویارها منسوخ شد. استقلال و خودمختاری پیشین پرنس‌های مسکووی در زمان ایوان چهارم در پایان قرن شانزدهم لغو شد که آنها را به «پسران پرنس‌ها» یا فقط بویارهای ساده در خدمت شاهزاده بزرگ تبدیل کرد. ایوان در سال ۱۵۶۵ مسکووی را به دو قسمت تقسیم کرد و در قسمت خصوصی، ترور آغاز شد. بویارها کوشیدند با هم متحد شوند و مقاومت کنند؛ اما ایوان به جای اینکه طبق قانون اساسی نقش خود را در دولت تثبیت کند، بی‌رحمانه بویارهای مخالف را با پاکسازی‌های تروریستی در جریان اوپریچینینا سرکوب کرد. اعطای زمین به افرادی که خدمت نظامی می‌کردند نیز داده می‌شد و به زودی این نوع اعطای زمین در مقایسه با زمین‌های موروثی در میان بویارها رایج شد. ایوان چهارم قدرت خود را تثبیت کرد، قدرت سلطنتی را متمرکز کرد و تمام تلاش خود را برای مهار نفوذ پرنس‌ها به کار گرفت.
پس از مرگ ایوان چهارم، زمانی که پسرش فیودور یکم بدون وارث درگذشت، عصر مشکلات آغاز شد که به دودمان روریک پایان داد. بویار بوریس گودونوف تلاش کرد خود را «تزار» معرفی کند؛ اما چندین گروه بویار از به رسمیت شناختن او خودداری کردند. هرج و مرج پس از اینکه اولین مدعی دروغین تاج و تخت را به دست آورد، ادامه یافت و جنگ داخلی شروع شد. زمانی که رومانوف‌ها قدرت را در دست گرفتند، قرن هفدهم میلادی به دوره‌ای پر از اصلاحات اداری تبدیل شد؛ یک درجه حقوقی جامع معرفی شد و ادغام پسران در دیوان‌سالاری نخبگان شروع به شکل‌گیری کرد. در پایان «عصر مشکلات»، بویارها تقریباً تمام قدرت مستقل خود را از دست داده بودند. آنها به جای رفتن به مسکو برای کسب قدرت بیشتر، احساس شکست کردند و اینکه مجبورند برای حفظ یک روسیه متحد و قوی به مسکو بروند. به علاوه، بویارها سلطنت‌های مستقل خود را که زمانی اختیار تمام داشتند از دست دادند و در عوض، بر نواحی و مناطق تحت فرمان شاهزاده بزرگ آن زمان حکومت کردند. بویارها نیز با سیاست‌هایی مانند دوما نفوذ مشورتی خود را بر شاهزاده بزرگ از دست دادند و در در مقابل شاهزاده بزرگ دیگر احساس ناچاری به گوش دادن به خواسته‌های آنان نمی‌کرد. شخص تزار دیگر از از دست دادن حمایت نظامی خود نمی‌ترسید و اتحاد مسکو از اهمیت بالایی برخوردار شد.

#### در دوره پتر کبیر
با پدیداری پتر کبیر، آخرین میخ بر تابوت قدرت مقام بویار کوبیده شد و جایگاه آنان دیگر هرگز پس از اصلاحات پتر بهبود نیافت. پیتر کبیر، که در سال ۱۶۶۷ به قدرت رسید، «وظیفه غربی‌کردن روسیه» را بر عهده گرفت تا آن را مدرن کند و را با دنیای مدرن پیش ببرد. پس از شورش سپاه استرلتسی در سال ۱۶۹۸، پتر به روسیه بازگشت و جایگاه مقامات دولتی و کسانی را که از نظر مالی توانایی مالی داشتند به اشکال مختلف متزلزل کرد؛ ازجمله برای اینکه مبادا بار دیگر یک تهدید محسوب بشوند. پیتر همچنین نظام قضایی را اصلاح و سنای روسیه را با اعضایی که توسط خودش منصوب می‌شدند ایجاد کرد که جایگزین شورای قدیمی بویارها که در گذشته فقط به تزار مشاوره می‌دادند شد. این اقداماتی که او انجام داد یکی از مواردی بود که قدرت و موقعیت کهن بویارها را از بین برد. پتر در حال بیرون راندن جناح‌های محافظه‌کار و مذهبی بویار از دادگاه‌ها بود و در عوض از مقامات خارجی و روسی برای پر کردن سیستم اداری دولتش استفاده می‌کرد. چندین بوبار و همچنین اشراف علیه این اصلاحات لب به اعتراض گشودند؛ ازجمله تاریخ‌نگار روس میخائیل شچرباتوف، که اظهار کرد که «اصلاحاتی که پیتر انجام داد به نابودی سنت روسی کمک کرد و طبقه‌ای را ایجاد کرد که سعی کردند با چاپلوسی و شوخ‌طبعی پادشاه و بزرگان، جایگاه خود را بالا ببرند». با این همه، اصلاحات پتر ادامه یافت؛ زیرا تا این مرحله، تزار از قدرت بسیار زیادی برخوردار بود و سلطنت روسیه بیش از هر حاکمی پیش آن، به یک سلطنت مطلقه تبدیل شده بود.

### گالیسیا
اشراف گالیسیا در ابتدا بویار نامیده می‌شدند. با الحاق گالیسیا به پادشاهی لهستان در نتیجه جنگ‌های گالیسیا-ولهینیا، بویارهای محلی از سال ۱۴۳۰ میلادی در حقوق با اشراف لهستانی شلختا (به لهستانی: szlachta) برابر شدند. تعداد زیادی از بویارها به سرزمین‌های دوک‌نشین بزرگ لیتوانی در وولینیا و پودولیا گریختند.

## بویارها در صربستان
در صربستان قرون وسطی، مقام بویارها (به صربی: Боjари) به معنای «جنگجوی آزاد» (یا به‌طور کلی «یک مرد آزاد»)، نخستین رتبه پس از دهقانان یا رعیت‌های غیرآزاد و معادل درجه بارون بود. ریشه‌شناسی این اصطلاح از کلمه «نبرد» (به صربی: бој) گرفته شده است. بویارهای صربستان برخلاف دهقانان به معنای واقعی کلمه مردانی برای نبرد یا یک طبقه جنگجو بودند. آنها می‌توانستند صاحب زمین شوند، اما موظف به مراقبت از آن و جنگیدن برای پادشاه بودند. با حاکمیت امپراتوری عثمانی پس از سال ۱۴۵۰، عثمانی و اتریش-مجارستان خاک صربستان را مبادله کردند. امروزه، این یک اصطلاح باستانی است که نشان دهنده «اشرافیت» (به صربی: племство) می‌باشد.